# The Captain of the Typhoon
The Captain of the Typhoon è un cortometraggio muto del 1916 diretto da Henry MacRae (con il nome Henry McRae).

## Produzione
Il film fu prodotto dall'Universal Film Manufacturing Company (con il nome Big U).

## Distribuzione
Distribuito dall'Universal Film Manufacturing Company, il film - un cortometraggio in due bobine - uscì nelle sale cinematografiche USA il 6 agosto 1916.